# Верхній Потам
Верхній Пота́м (рос. Верхний Потам) — присілок у складі Ачитського міського округу Свердловської області.
Населення — 271 особа (2010, 370 у 2002).
Національний склад станом на 2002 рік: марійці — 91 %.